# Phalaborwa

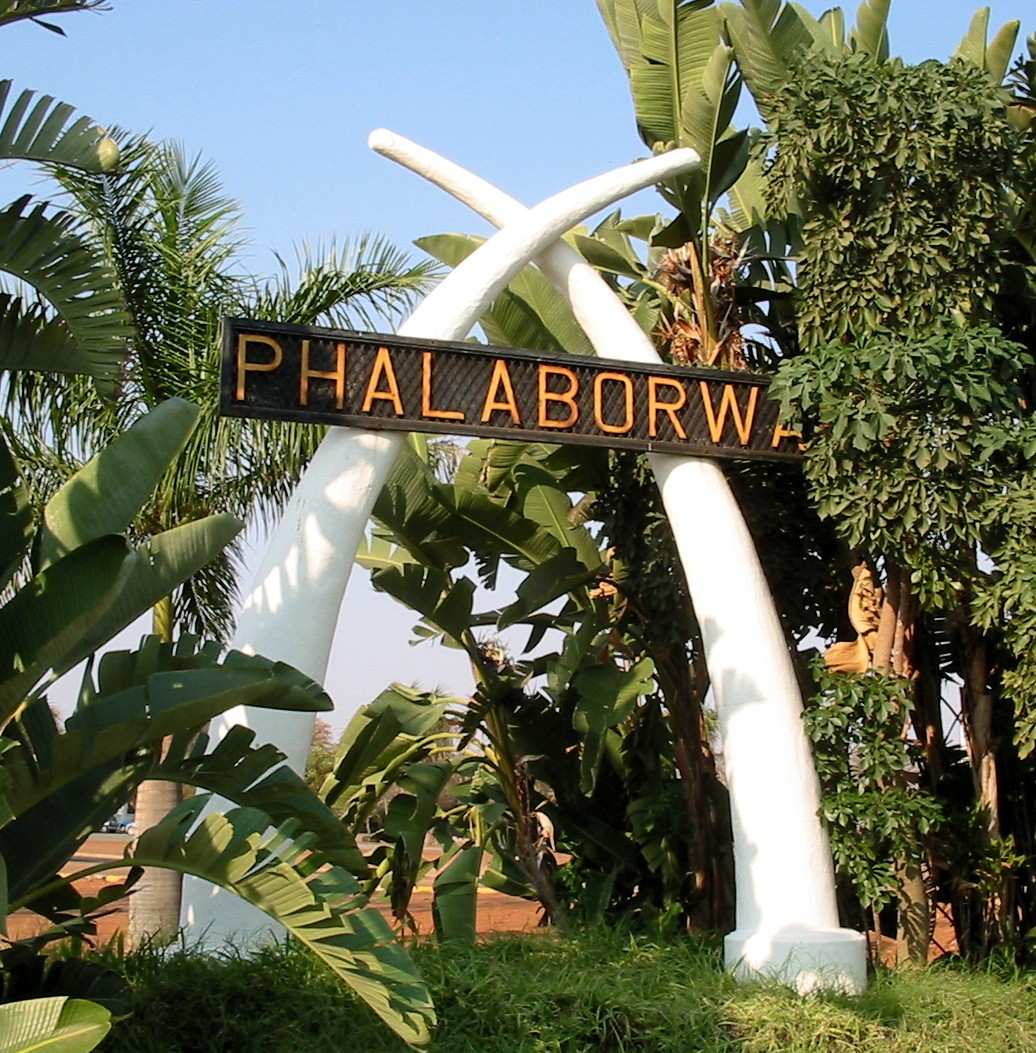
Phalaborwa

Phalaborwa – miasto w Południowej Afryce. W 2002 r. miasto to zamieszkiwało ok. 13 tys. osób.
Miasto to zostało założone w 1961 r.
W Phalaborwa mieści się rafineria miedzi, gdyż w mieście znajduje się jeden z największych na świecie ośrodków wydobycia rud miedzi.